# Manfred Mann's Earth Band

Manfred Mann's Earth Band (MMEB) er et klassisk- og jazzinspireret symfonisk rockband, etableret af Manfred Mann i 1971. På den seneste turné i 2025 er et andet af de oprindelige medlemmer Mick Rogers ligeledes med. Kort før en længerevarende turné blev påbegyndt den 16. oktober 2009 forlod forsangeren siden 1990, Noel McCalla gruppen til fordel for en solokarrierre. Peter Cox trådte i hans sted, men blev allerede den 13. marts 2011 afløst af Robert Hart. MMEB er hyppige gæster i Danmark, bl.a. i 2014 med koncerter i Train i Århus den 6. april og Amager Bio den 5. april. I 2021 havde bandet planlagt en juibilæumsturne, som måtte udsættes på grund af COVID-19-restriktioner, men blev gennemført i foråret 2022, hvor de blandt andet spillede i Esbjerg, Odense og Amager Bio. I 2025 var Bandet igen på turne, hvor det blandt andet spillede i Amager Bio den 9. februar.

## Historie

### Etablering i 1970'erne
Manfred Mann havde i løbet af 1960'erne en række hits med iørefaldende pop-musik. Earth Bands musikalske grundlag var melodiske harmonier, der i nogen grad bygger på denne tradition, men udbygget med lange, instrumentale passager, hvor soli på guitar og synthesizer spiller hovedrollerne. Fra bagkataloget medbragte Mann Bob Dylan-klassikeren "Mighty Quinn", og til repetoiret hørte også Bruce Springsteens "Blinded By the Light" og "For You". Langt det meste af det øvrige materiale er coverversioner af musik fra meget forskellige genrer, hvor der i MMEB's udgave blot er små stumper af det oprindelige tema tilbage. På de første seks LP'er var MMEB's besætning ret stabil, indtil Mick Rogers forlod Bandet i 1975. Herefter fulgte en periode med en del udskiftninger i besætningen, men med Chris Thompsons karakteristiske stemme i den vokale forgrund. I 1977 fik MMEB sit gennembrud i USA, hvor "Blinded by the Light" indtog førstepladsen på salgslisten i deres version. 

### Succes som liveband
Manfred Mann engagerede sig i antiapartheidbevægelsen i sit fødeland Sydafrika, hvor LP'en Somewhere in Afrika blev optaget i 1982, bl.a. med en coverversion af Bob Marleys "Redemption Song". I løbet af 1980'erne blev MMEB et etableret liveband, hvilket bl.a. medførte en turné i Ungarn i 1986, som er foreviget på Live Budapest. Mick Rogers var vendt tilbage forud for denne turné og i slutningen af 1980'erne trådte McCalla til. Fra 1989 - 1991 holdt bandet pause, og siden det i 1992 genoptog samarbejdet, har nye studieindspilninger hørt til sjældenhederne, mens turneerne har været deres musikalske platform, især i Europa. I Amager Bio har bandet kunnet opleves som tilbagevendende årlig begivenhed siden slutningen af 1990'erne. På turnéen i 2010 præsenterede de for første gang deres nye forsanger, Peter Cox, for et dansk publikum. Ved samme lejlighed trådte guitaristen Mick Rogers i den musikalske forgrund, bl.a. på vokal i flere numre, men også med en solooptræden af otte minutters varighed, hvor han leverede et medley over rockklassikere, krydret med avancerede solopræstationer på guitaren. På 2011-turneen, som førte bandet til Esbjerg og Amager, blev Cox erstattet med Robert Hart, som stadig er med i 2025. Efter Jimmy Copleys død i 2017 blev det tidligere medlem af bandet, John Lingwood igen hyret som trommeslager. Bandets optræden i Esbjerg i 2022 blev anmeldt i Gaffa, hvor den fik 5 stjerner og blev betegnet som "en musikalsk tidsrejse".

## Inspirationskilder
Temaer fra klassisk musik indgår på flere af MMEB's LP'er/CD'er, bl.a. i numrene "Jupiter" fra Holsts The Planets på Masque samt "Mars", mens "Starbird" fra The Roaring Silence er baseret på et tema fra Stravinskys ballet Ildfuglen. Coverversioner af Bruce Springsteen- og Bob Dylan-klassikere er et fast element i liveoptrædener, men også lange bluesinspirerede instrumentale forløb er karakteristiske for MMEB.

## Nuværende besætning
- Manfred Mann – keyboards og sang
- Mick Rogers – guitar og sang.
- Robert Hart – sang[6]
- John Lingwood - trommer
- Steve Kinch – bas guitar

## Diskografi
- 1972: Manfred Mann's Earth Band[7]
- 1972: Glorified Magnified[8]
- 1973: Messin'[9]
- 1973: Solar Fire[10]
- 1974: The Good Earth[11]
- 1975: Nightingales & Bombers[12]

- 1976: The Roaring Silence
- 1978: Watch
- 1979: Angel Station
- 1980: Chance
- 1983: Somewhere in Afrika

- 1986: Manfred Mann's Earth Band with Chris Thompson • Criminal Tango[13]
- 1987: Masque Songs And Planets[14]
- 1996: Soft Vengeance[15]
- 1998: Mann Alive[16]
- 2004: Manfred Mann '06 with Manfred Mann's Earth Band • 2006[17]
- 2009: Bootleg Archives, Volumes 1-5 [18]

## Ekstern henvisning
- Manfred Mann's Earth Band officielle hjemmeside